# Lumkuia
Lumkuia — вимерлий рід цинодонтів, скам'янілості якого були знайдені в зоні скупчення Cynognathus групи Бофорта в південноафриканському басейні Кару, що відноситься до раннього середнього тріасу. Він містить один вид, Lumkuia fuzzi, який був названий у 2001 році на основі голотипного зразка BP/1/2669, який зараз можна знайти в Інституті Бернарда Прайса в Йоганнесбурзі, Південна Африка. Рід був поміщений у власну родину Lumkuiidae. Lumkuia не так поширений, як інші цинодонти з того ж місця, такі як Diademodon і Trirachodon.

## Опис
Щічні зуби подібні до пізніших кінікводонтидів, але вторинне піднебіння досить коротке порівняно з ними, і у представників роду відсутній кут вентрального краніального краю, який спостерігається у кінікводонтидів.

## Класифікація
Lumkuia була вперше описана в 2001 році палеонтологами Джеймсом А. Хопсоном і Джеймсом В. Кітінгом, які вважали її найбільш базальним представником Probainognathia. Це розміщення було підтверджено декількома пізнішими дослідженнями. Хоча інші альтернативно поміщають його за межі клади, утвореної Cynognathia та Probainonathia. Раніше ранні пробіногнатії були відомі лише з молодших шарів у Південній Америці, які відкладалися в пізньому середньому та пізньому тріасі.